# Interleucina 26
Interleucina-26 (IL-26), originalmente llamada AK155, es una proteína de 171 aminoácidos, con una  secuencia  semejante a la interleucina-10.